# Camille Thèriault
Camille Henri Thériault (Baie-Sainte-Anne, 25 febbraio 1955) è un politico canadese. È stato Primo Ministro della provincia di Nuovo Brunswick tra il 1998 ed il 1999.

## Infanzia e primi studi
Figlio di Joséphine Martin e Norbert Thériault, senatore canadese, Camille Thériault nacque a Baie-Sainte-Anne, nel Nuovo Brunswick, il 25 febbraio del 1955. Si laureò in scienze sociali per poi approfondire gli studi di scienze politiche presso l'Università di Moncton.